# Dražen Anzulović
Dražen Anzulović (Zagabria, 7 maggio 1967) è un ex cestista e allenatore di pallacanestro croato, fino al 1991 jugoslavo.

## Palmarès

### Giocatore
- Coppa di Jugoslavia: 1

Cibona Zagabria: 1988
- Coppa dei Campioni: 1

Cibona Zagabria: 1985-86

### Allenatore
- Campionato croato: 3

Cibona Zagabria: 2003-04, 2005-06, 2006-07
- Campionato belga: 1

Spirou Charleroi: 2008-09
- Coppa del Belgio: 1

Spirou Charleroi: 2009
- Coppa di Croazia: 1

Cedevita Zagabria: 2012